# Münevver Andaç
Münevver Andaç est une traductrice franco-turque née à Sofia le 12 février 1917 et morte à Ménerbes le 16 mai 1998. Elle a fait connaître en français des poèmes de Nâzım Hikmet, dont elle fut la compagne, les premiers romans d'Orhan Pamuk et l'essentiel de l'œuvre de Yaşar Kemal.

## Biographie
Elle est née en février 1917 à Sofia. Son père est Mustafa Celaleddin Bey, un diplomate à Sofia, et sa mère est Gabrielle Hanım. Mustafa Celaleddin est également un ami de Mustafa Kemal, attaché militaire à Sofia à la même époque, et de l'ambassadeur Fethi Okyar. Lorsque la loi turque sur les noms de famille est promulguée, en 1934, Mustafa Kemal Atatürk donne à leur fille le nom de famille Andaç en mémoire de son ami Mustafa Celaleddin, mort quelques années auparavant,. Münevver Andaç fait ses études secondaires avec ses oncles à Marseille, puis revient à Istanbul et étudie à la faculté de droit de l'université d'Istanbul sous le patronage de son grand-oncle Ali Fuat Cebesoy. En 1944, elle épouse le peintre Nurullah Berk. De ce mariage, elle a une fille nommée Renan.
En 1949, elle tombe amoureuse de Nâzım Hikmet, fils d'une de ses tantes, qui purge une peine de prison. En 1951, son fils Memet Nâzım naît de leur relation, après la libération de Nâzım Hikmet. Nâzım Hikmet est contraint de quitter le pays, mais Münevver Andaç se voit refuser un passeport et est surveillée par la police. Leur correspondance étant interdite, elle n'a des nouvelles de Nazım Hikmet que par l'intermédiaire d'autres personnes jusqu'à ce que l'interdiction soit levée en 1955 avec la permission d'Adnan Menderes.
En 1961, elle s'enfuit en Pologne avec ses deux enfants. À Varsovie, elle retrouve ponctuellement Nâzım Hikmet, qui vit avec une autre femme. Elle travaille comme maître de conférences au département de turcologie de l'université. En 1968, Münevver Andaç se rend à Paris, où elle travaille pendant de nombreuses années comme traductrice pour le gouvernement français tout en traduisant des livres pour les éditions Gallimard. Andaç subvient aussi à ses besoins en travaillant dans une galerie de peinture et de tapis jusqu'à sa retraite.
Münevver Andaç a traduit en français de nombreux ouvrages de Nâzım Hikmet, ainsi que les œuvres de Yaşar Kemal et Orhan Pamuk. Pour sa traduction du Retour de Mèmed le Mince de Yaşar Kemal, elle a remporté le grand prix de traduction de l'Association des traducteurs français en 1987. Elle est décédée à Ménerbes le 16 mai 1998,, des suites d'un cancer du poumon.

## Traductions et réception
Le prix Nobel de littérature Orhan Pamuk dit d'elle : « Je ne lis pas bien le français, mais j'ai pu comprendre à la finesse des questions qu'elle me posait sur mon texte turc qu'elle en était la traductrice idéale, passionnée, c'est elle qui a convaincu Gallimard de me publier. »
À la mort d'Andaç en 1998, Murat V. Erpuyan écrit, dans Édito no 53 (association A Ta Turquie) : « Un pont entre les langues française et turque est rompu : nous venons de perdre Münevver Andaç. Elle était la traductrice en langue française des grands écrivains turcs. C’est grâce à son travail ardu et aussi ingrat qu’est la traduction, de  nombreux lecteurs francophones ont pu apprécier les chefs-d'œuvre de la littérature turque. Personnellement, j’aimais en particulier ses traductions des  poèmes de Nâzım Hikmet. Pour moi, les vers en français de Nâzım étaient aussi percutants, envoûtants, révoltants qu’en turc ».